# The King of Braves GaoGaiGar
The King of Braves GaoGaiGar (勇者王ガオガイガー Yūsha Ō Gaogaigā, Lit. Héroe Rey GaoGaiGar?) es una serie animada japonesa de 1997 dirigida por Yoshitomo Yonetani y creada por Sunrise ("Studio 7"). GaoGaiGar fue la octava y última producción animada de la metaserie Yūsha creada por Takara en sociedad con Sunrise.

## Argumento
En el año 2005, unos seres extraterrestres llamados Zonders emergen de la obscuridad y lanzan una serie de ataques sobre la ciudad de Tokio. La única defensa que tiene la ciudad contra estos seres es una agencia secreta conocida como Gutsy Geoid Guard (o GGG)  y su máxima arma, el sorprendente robot gigante GaoGaiGar. El piloto del GaoGaiGar es Guy Shishio, un exastronauta que estuvo a punto de morir dos años antes justo cuando los Zonders llegaron a la tierra. Guy logró sobrevivir gracias a un misterioso robot con forma de león llamado Galeon, quien lo saco del transbordador en llamas y lo llevó hacia la tierra. El padre de Guy, Dr. Leo Shishio utilizó la tecnología del Galeón para revivir a su hijo como un Cyborg, con la esperanza de que este enfrente a los alienígenas cuando aparecen. Ahora, con Galeon en su centro, GaoGaiGar lucha para proteger la tierra. GaoGaiGar es asistido por un equipo de robots transformables y por un niño llamado Mamoru, que tiene el poder de purificar a los zonders , y que parece estar conectado con el misterioso Galeon.

## Producción
GaoGaiGar fue creada por Studio 7, un estudio interno de la compañía de animación Sunrise. La serie contó con 49 episodios y fue transmitida originalmente en Japón por la televisora Nagoya TV, desde su estreno el 1 de febrero de 1997 al 31 de enero de 1998, y fue seguida de varias adaptaciones: una novela, dos historias cortas, un videojuego para PlayStation, dos manga y cuatro Audio Dramas. La serie hizo uso de efectos especiales y animación por computadora.
Gracias a popularidad que alcanzada, la serie recibió una secuela en formato OVA titulada The King of Braves GaoGaiGar FINAL, que fue publicada desde el 21 de enero de 2001 al 21 de marzo de 2003. La serie esta cronológicamente ubicada un año después de la serie, e incorpora elementos de las adaptaciones antedichas.

## Música
Temas de Apertura
"Yuusha-oh Tanjou! (El Rey de los Valientes nació!)" por Masaaki Endo
Tema de Clausura
"Itsuka Hoshi no Umi de (Algún día, en un mar de estrellas)" por Satoko Shimonari